# Laranjal do Jari
Laranjal do Jari – miasto w Brazylii, w stanie Amapá. W 2010 roku liczyło 37 904 mieszkańców.